# Айслер, Риан
Риан(а) Тенненхаус Айслер (нем. Riane Tennenhaus Eisler; род. 22 июля 1931, Вена) — австрийского происхождения американский антрополог, культуролог, социолог, писательница и общественная активистка-феминистка. Автор множества популярных книг и статей, президент Центра изучения партнёрства. Почетный член Совета будущего мира. Доктор права, почетный доктор философии.

## Биография
Семья Айслер, будучи еврейской, бежала от нацистов на Кубу, когда Риана была ещё ребёнком (вспоминала: "Я росла в промышленных трущобах Гаваны, что было травматично само по себе"), и позднее оттуда переехала в США. Получила степени по социологии и праву в Калифорнийском университете. Ее первая работа была в филиале Rand Corporation, "когда никто еще не думал о системах. Это было впервые, когда я столкнулась с этим [системным] подходом, и это было еще в 50-х годах". Вспоминала, что потом была домохозяйкой "и слегка сходила с ума в пригороде", а затем пришли 1960-е. Вдова David Elliot Loye (ум. 2022).
Главред Interdisciplinary Journal of Partnership Studies. Автор более полутысячи статей для таких изданий как Christian Science Monitor, Human Rights
Quarterly и International Journal of Women's Studies.

## Модель партнёрства и доминирования
Айслер считает необходимым ввести новые социальные категории для описания общества, его убеждений и институтов, выходящие за пределы известных дихотомий, таких, как религиозное/светское, правые/левые взгляды, капитализм/коммунизм, Восток/Запад, промышленность/допромышленные и постиндустриальные способы производства.
Айслер ввела в оборот термин «культура доминатора», описывающий систему жёсткой иерархии, основанной на силе или устрашении. Одним из ключевых компонентов данной системы авторитарного правления как в семье, так и в государстве является подчинение женщин — примерами являются нацистская Германия, Иран при Хомейни, или более ранние культуры, где хроническое насилие и деспотизм были нормой жизни. Она анализирует феномен андрократии (власти мужчин) в реконструируемом по теории М. Гимбутас протоиндоевропейском и других обществах и сравнивает их с тем, что она называет «моделью партнёрства» (которую она отличает от термина «матриархат»), которая якобы существовала в цивилизации «Старой Европы» эпохи неолита и позднее в Минойской цивилизации на догреческом Крите бронзового века.
В поддержку идеи о том, что когда-то ни мужчины, ни женщины не доминировали друг над другом, она приводит доисторические реконструкции обществ доисторической юго-восточной Европы, в первую очередь Крита, основываясь на работах таких специалистов, как Мария Гимбутас, Джеймс Меллаарт, Николаос Платон и Вир Гордон Чайлд. Её гипотеза о доисторическом обществе также в значительной мере основывается на таких источниках, как апокрифические Евангелия и история в изображении древнегреческого поэта Гесиода. В поддержку тезиса о современных обществах она опирается на кросс-культурные исследования.
Риан Айслер вдохновила профессора Минь Цзяинь из Института философии Китайской академии социальных наук издать книгу «Кубок и клинок в китайской культуре» (1995, China Social Sciences Publishing House), где теория Айслер была приложена к историческим трансформациям китайской культуре, где, по мнению автора, также имел место переход от партнёрства к доминированию.
В 1987 г. был основан Центр исследований партнёрства (Center for Partnership Studies, CPS), расположенный в Пасифик-Гроув (Калифорния). Цель центра состоит в исследовании, разработке и распространении знаний о «модели партнёрства», предложенной Риан Айслер.

## Книги
Международный бестселлер Айслер «Кубок и клинок: наша история, наше будущее» (The Chalice and The Blade: Our History, Our Future, Harper Collins San Francisco, 1987), по отзыву антрополога Эшли Монтегю, представлял собой «самую важную книгу со времён написания „Происхождения видов“ Дарвина». Всего за четыре года было продано двухсот тыс. экземпляров. Книгу перевели на 22 языка, включая большинство европейских, китайский, русский, корейский, иврит, японский и арабский.
Её книга 2008 г. «Реальное богатство наций: как создать заботящуюся экономику» (The Real Wealth of Nations: Creating a Caring Economics) предлагает новый подход к экономике с упором на заботу о людях и планете. Книгу приветствовал правозащитник архиепископ Десмонд Туту как «модель лучшего мира, который нам так срочно нужен».
Среди других её книг — «Власть партнёрства», «Дети завтрашнего дня», «Священное удовольствие: секс, миф и политика тела — новые пути к власти и любви», посвященная роли насилия, а также «Женщины, мужчины, и глобальное качество женщины», в которой отмечается тесная взаимосвязь между статусом женщины и уровнем жизни конкретных народов.